# Ветцельсбергер, Бертиль
Бертиль Ветцельсбергер (нем. Bertil Wetzelsberger; 7 мая 1892, Рид, Австрия — 28 ноября 1967, Штутгарт) — немецкий дирижёр.
С 1925 г. руководил Нюрнбергским филармоническим оркестром, в 1933—1936 годах возглавлял франкфуртскую Консерваторию Хоха. В 1946—1950 годах руководил Штутгартской оперой.
Наиболее известен как дирижёр премьерного исполнения кантаты Карла Орфа «Carmina Burana» (1937). Среди других заметных премьер Ветцельсбергера — оперы Вернера Эгка «Волшебная скрипка» (1935), Германа Ройттера «Доктор Иоганнес Фауст» (1936) и Карла Орфа «Дочь Бернауэра» (1947); в 1934 году Ветцельсбергер предполагал осуществить и премьеру оперы Пауля Хиндемита «Художник Матис», но это не было разрешено нацистскими властями.
Определённой известностью пользуется живая запись оперы Клода Дебюсси «Пелеас и Мелизанда» под управлением Ветцельсбергера, с Вольфгангом Виндгассеном и Лоре Виссман в главных партиях.